# Masters de Roma 2007

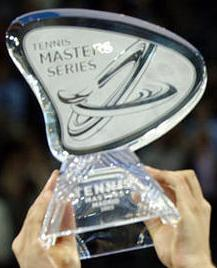
El trofeo.

El Internazionali BNL d'Italia 2007 fue la edición de 2007 del torneo de tenis Masters de Roma. El torneo masculino fue un evento de los Masters Series 2007 y se celebró desde el 5 hasta el 13 de mayo.  El torneo femenino fue un evento de la Tier I 2007 y se celebró desde el 13 hasta el 20 de mayo.
Rafael Nadal se proclamó campeón por tercera vez consecutiva, siendo la primera vez en el torneo que algún tenista lo consigue, e igualó a Thomas Muster como mayores vencedores del torneo con 3 victorias. Filippo Volandri, venciendo entre otros a Roger Federer,  se convirtió en el primer tenista italiano en alcanzar las semifinales desde 1978, dejando a Mara Santangelo como la única italiana entre los vencedores en esta edición, venciendo en la modalidad de dobles femenino junto a la francesa Nathalie Dechy.
Jelena Janković, en una forma excelente, ganó su tercer título del año.

## Campeones

### Individuales Masculino
Rafael Nadal vence a  Fernando González, 6-2, 6-2
- Para Rafael Nadal fue el cuarto título de la temporada, y el n.º 21 de su carrera. Fue el tercer ATP Masters Series que ganó ese año y el noveno de su carrera, y el sexto en tierra batida.

### Individuales Femenino
Jelena Janković vence a  Svetlana Kuznetsova, 7-5, 6-1
- Para Jelena Jankovic fue el tercer título del año y el cuarto de su carrera. También fue su segundo título en un Tier I.

### Dobles Masculino
Fabrice Santoro /  Nenad Zimonjić vencen a  Bob Bryan /  Mike Bryan, 6-4, 6-7 (4), 10-7

### Dobles Femenino
Nathalie Dechy /  Mara Santangelo vencen a  Tathiana Garbin /  Roberta Vinci, 6-4, 6-1